# 布達 (阿爾及利亞)
28°1′N 0°26′W / 28.017°N 0.433°W

布達（阿拉伯语：‎），是阿爾及利亞的城鎮，位於該國西南部阿德拉爾省，由阿德拉爾區負責管轄，海拔高度243米，面積4,140平方公里，每年平均降雨量15毫米，2008年人口9,938，人口密度每平方公里2人。